# Stanserhorn-Bahn

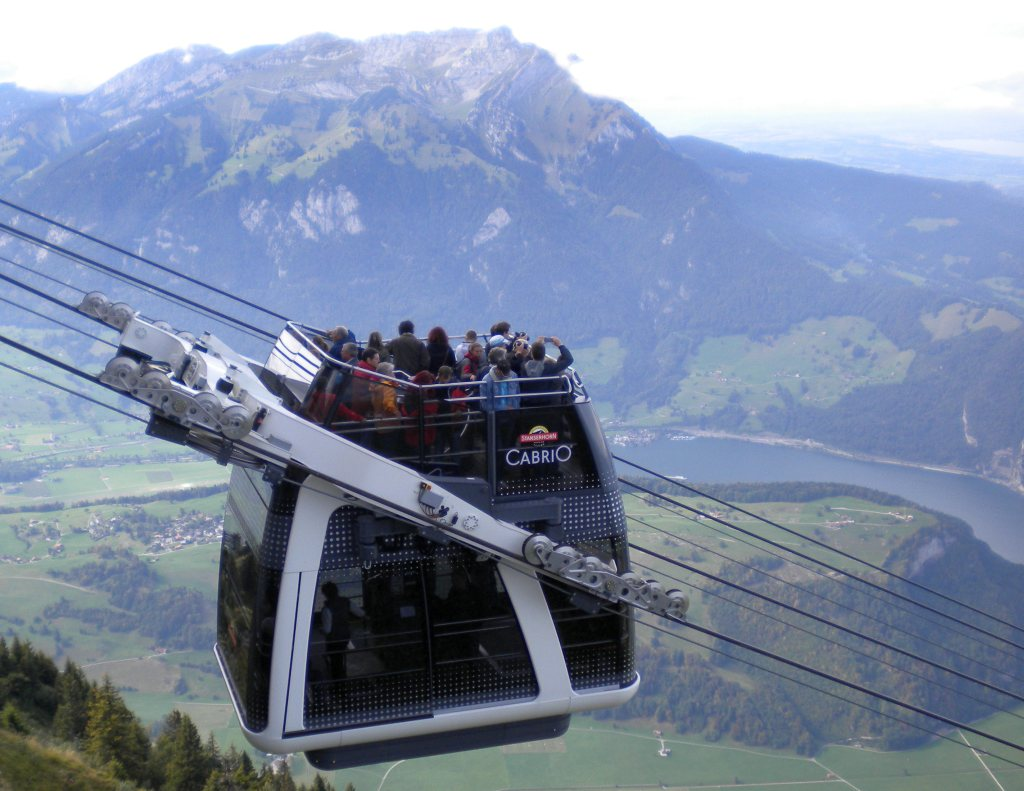
Die Cabrio-Bahn mit offenem Oberdeck; im Hintergrund der Pilatus

Die Stanserhorn-Bahn (SthB) ist eine Bergbahn in der Zentralschweiz, die von Stans auf das Stanserhorn führt. Die erste Sektion von Stans nach Kälti ist die ursprüngliche Standseilbahn. Die zweite und dritte Sektion wurde 1975 in eine Luftseilbahn umgebaut und verwendet seit 2012 Gondeln mit offenem Oberdeck. Diese wird Cabrio-Bahn (Eigenschreibweise: CabriO-Bahn) genannt.

## Geschichte

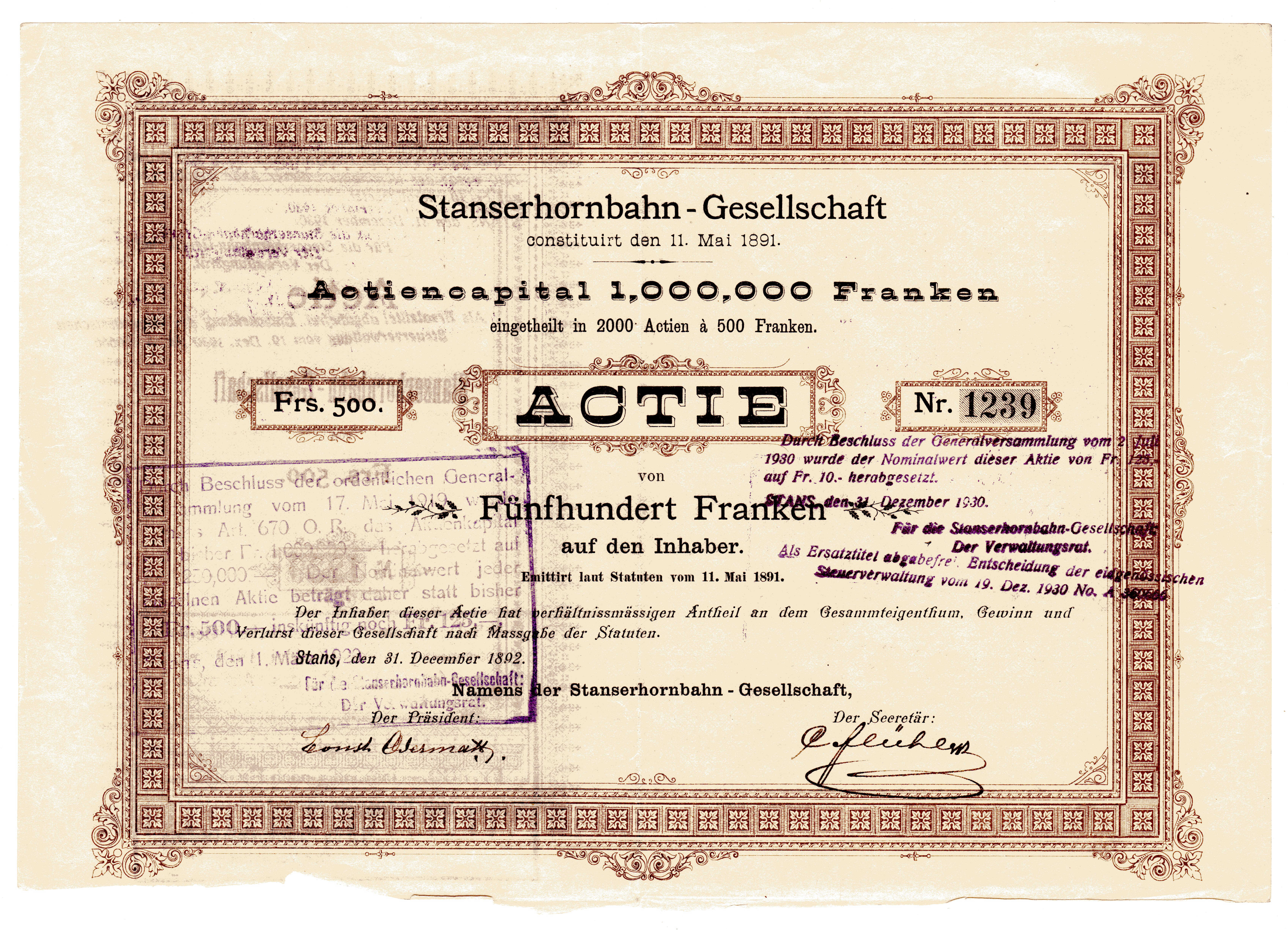
Gründeraktie der Stanserhornbahn-Gesellschaft vom 31. Dezember 1892

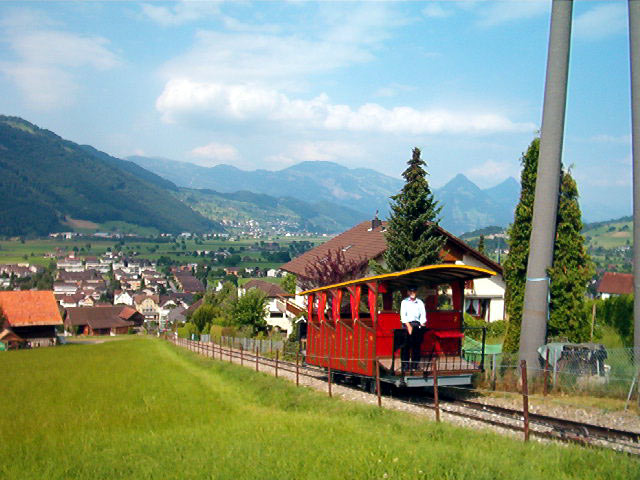
Stanserhornbahn, 1. Sektion: Standseilbahn

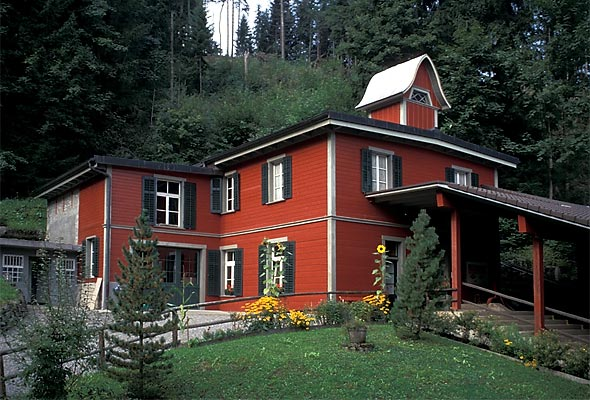
Kälti, Bergstation der 1. Sektion

Stanserhorn Kulm, Hotel und Bergstation Standseilbahn, 1954

Altes Gipfelhotel und Bergstation der ehemaligen 3. Sektion (Standseilbahn), um 1900
im Hintergrund Stans und Vierwaldstättersee

Die im Jahr 1893 eröffnete Stanserhorn-Bahn war eine elektrisch betriebene Standseilbahn auf den 1898 m ü. M. hohen Berg der Zentralschweizer Voralpen. Sie war weltweit die erste Standseilbahn, die nicht die bis dahin übliche Zahnradbremse einsetzte, sondern die neu patentierte Zangenbremse. Erbaut worden war sie von Franz Josef Bucher-Durrer und Josef Durrer-Gasser.
Als Zubringer von der Dampfschiffstation in Stansstad am Vierwaldstättersee diente zwischen 1893 und 1903 die Strassenbahn Stansstad–Stans. 1898 wurde die Stanserhorn-Bahn zusätzlich durch die ehemalige Stansstad–Engelberg-(Eisen-)Bahn (StEB) (später: Luzern–Stans–Engelberg-Bahn (LSE), heute: Bahnstrecke Luzern–Stans–Engelberg der Zentralbahn (zb)) erschlossen.
Wegen der grossen Streckenlänge von knapp 4 km wurde die Stanserhorn-Bahn in drei getrennte Sektionen unterteilt. Jede Sektion hatte ihre eigene Betriebsstation mit Elektromotoren, die mit 1200 bis 1300 Volt Spannung von der Zentralstation in Buochs versorgt wurden, und hatte zwei Wagen, die treppenförmig gebaut waren und mehrere Abteile mit je 8 Sitzplätzen hatten.
Alle Sektionen waren als eingleisige Meterspurbahnen ausgelegt und hatten in der Mitte eine Ausweichstelle mit Abtscher Weiche.

### Erste Sektion
Die heute noch betriebene untere Sektion verbindet als meterspurige Standseilbahn die Station Stans (450 m ü. M.) über einer Länge von 1550 m mit der Zwischenstation Kälti  (710 m ü. M.). Sie ist mit einer durchschnittlichen Steigung von 17 % und einer maximalen Steigung von 27,5 % relativ flach.
An der Standseilbahn fand zweimal eine Außenwette der Fernsehsendung Wetten, dass..? statt, bei der acht Seilzieher des Seilziehclubs Stans-Oberdorf wetteten, einen Wagen innerhalb von zwei Minuten von der Talstation zehn Meter hinauf zu ziehen. In der Sendung am 17. April 1993 verloren sie die Wette, in der Sendung am 25. November 2023 gewannen sie.

### Zweite Sektion
Von Kälti führte die zweite Sektion als Standseilbahn über 1090 m Länge zur zweiten Zwischenstation Alp Bluematt (etwa 1220 m ü. M.) hinauf, wobei die Steigung anfänglich 40 % und vor der Station 60 % (grösste Steigung auf allen Sektionen) betrug.

### Dritte Sektion
Die dritte Sektion führte von Bluematt über 1280 m Länge zuerst in einem weiten Bogen durch die Alp, danach durch einen 160 m langen Tunnel und bei der Schildflüh über einen langen Viadukt bis zur Bergstation im Hotel Stanserhorn-Kulm (1850 m ü. M.) hinauf.
Das luxuriöse Hotel auf dem Gipfel wurde zeitgleich mit der Bahn und über der Bergstation und dem Maschinenraum der 3. Sektion errichtet.

## Änderungen seit 1975
Bei einem schweren Unwetter im Oktober 1970 führte ein Blitzschlag zum Brand des Berghotels, das dadurch zusammen mit der Bergstation der 3. Sektion völlig zerstört wurde. Wegen des 1973 bevorstehenden Ablaufs der Konzession (Betriebsbewilligung) und Plänen für den Ersatz durch eine Luftseilbahn wurde die Bergstation der 3. Sektion nur notdürftig repariert und die Standseilbahn bis zur Fertigstellung dieser Luftseilbahn bis Oktober 1974 weiter betrieben.

### Erste Luftseilbahn 1975

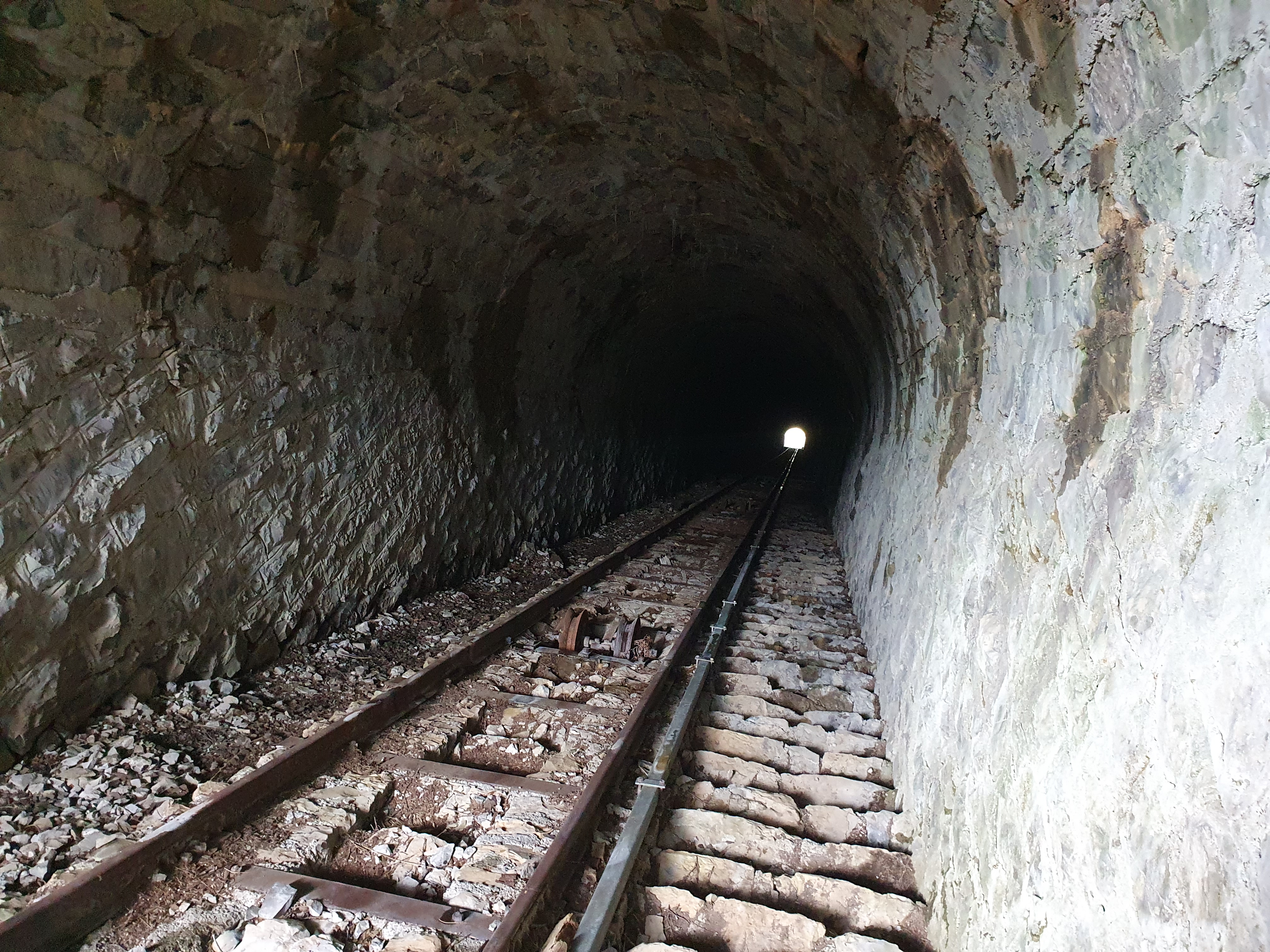
Stillgelegter Tunnel der dritten Sektion (2022)

Es wurde nicht nur die obere 3., sondern auch die mittlere 2. Sektion durch eine gemeinsame, 2330 Meter lange
Luftseilbahn mit Talstation Kälti ersetzt. Die untere Sektion der Standseilbahn blieb bestehen. 1975 ging die neue Luftseilbahn in Betrieb.

### Zweite Luftseilbahn 2012: Cabrio-Bahn

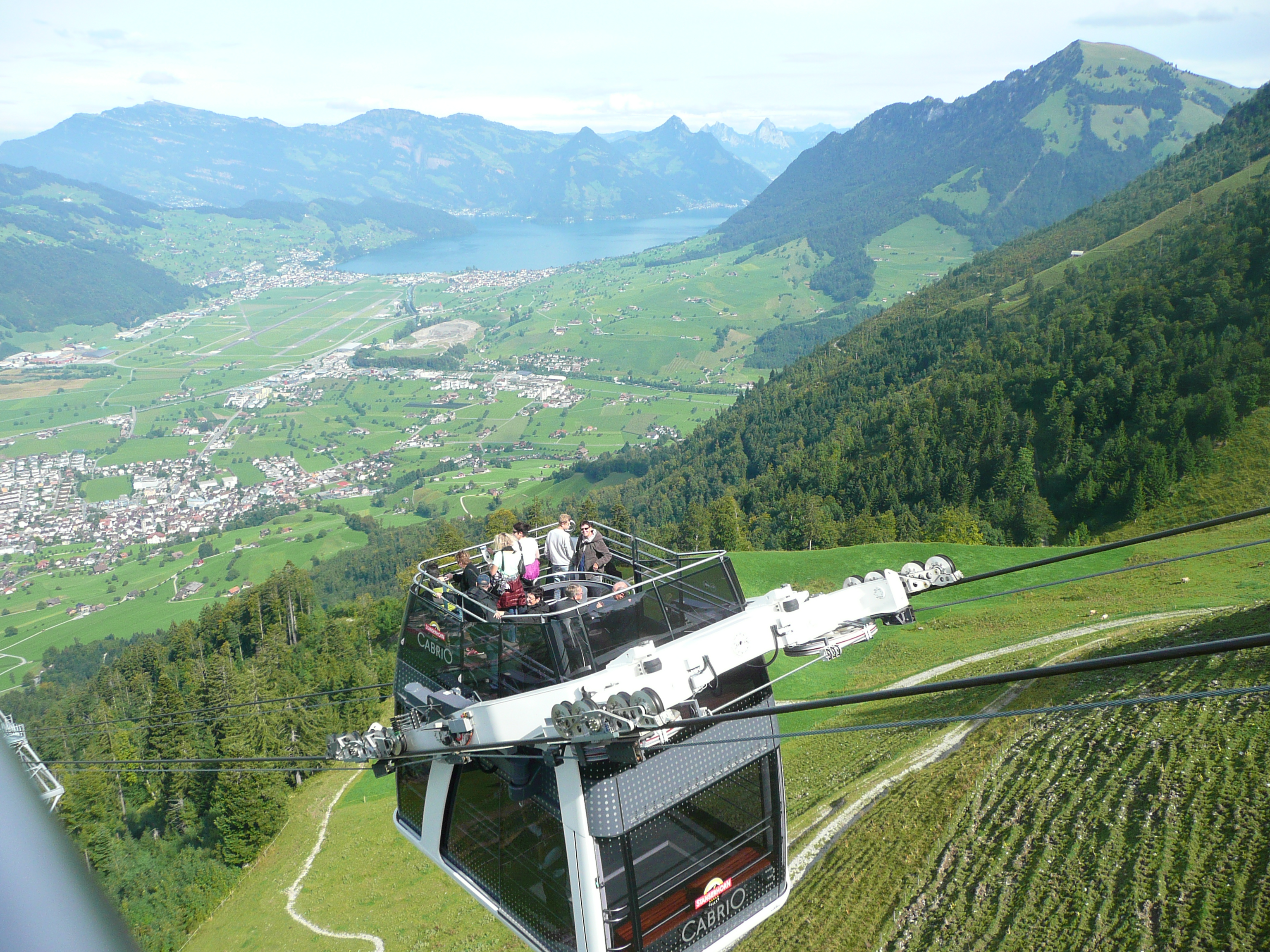
Die Gondelbahn Cabrio-Bahn als 2. Sektion; im Hintergrund Stans und Vierwaldstättersee

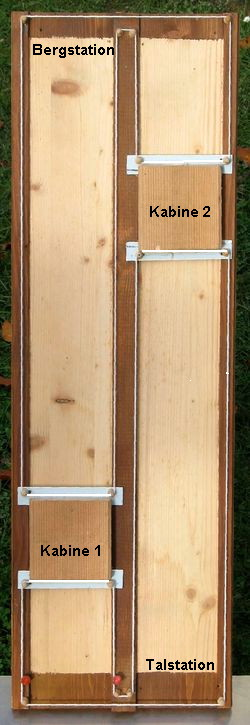
Cabrio-Bahn: Anordnung der beiden Zugseil-Schleifen (in einem Modell);
in rot: je eine Antriebsseilscheibe in den Trums der unteren Schleife

Der 2011 bevorstehende Ablauf der Konzession für die bestehende Luftseilbahn war Anlass dafür, sie durch eine neuartige Cabrio-Pendelbahn der Firma Garaventa zu ersetzen. Die Bahn von 1975 hatte am 23. Oktober 2011 ihre letzte Fahrt, und die neue Bahn wurde am 29. Juni 2012 eröffnet.
Die neue Bahn ist eine zweispurige, breitspurige, auf je einem Tragseilpaar laufende doppelstöckige Pendelbahn. Ihre beiden Kabinen, eine je Spur, können je 60 Fahrgäste aufnehmen.
Davon können sich bis zu 30 Personen auf dem offenen Oberdeck, das über eine Wendeltreppe zu erreichen ist, aufhalten. Die breiten Fahrspuren auf den Tragseilpaaren und der Betrieb mit einer endlos gespleissten Zugseilschleife wurde vom einspurigen Funifor-Seilbahntyp übernommen. Jener wurde bisher (Stand 2017) immer nur als einspurige Pendelbahn gebaut und hat nur eine endlose Zugseilsschleife. Die Cabrio-Bahn hat zwei Schleifen, eine obere, zwischen den beiden Kabinen über die Bergstation verlaufende und eine untere, über die Talstation verlaufende. Angetrieben werden hier die beiden Trums der unteren Schleife.
Beide Seilschleifen können sich relativ zu den Kabinen bewegen, weshalb es bei Seilblockierungen wegen defekter Seilumlenkscheiben in der Talstation oder in der Bergstation möglich ist, beide Kabinen zu einer Endstation oder beide nacheinander zur Talstation zu bringen und die Passagiere dort aussteigen zu lassen, bevor die Anlage für die Reparatur ausser Betrieb genommen werden muss.
Die wesentliche Neuerung ist, dass die Kabinen zwischen den Fahrwerken aufgehängt sind und ein Oberdeck haben, von dem aus man über die Seile hinwegschauen kann. Bei einer konventionellen Seilbahnkabine, die an einem langen Pendelarm (Gehänge) befestigt ist, wird das vor allem bei Stützenüberfahrten sanfte Längspendeln ausgenutzt, um die Wirkung der dabei entstehenden horizontalen Beschleunigungen auf die Passagiere zu mildern. Bei der Cabrio-Bahn ist das nicht möglich. Ihre Pendellänge ist wegen der hohen Platzierung der Kabinen sehr klein: Der Kabinenschwerpunkt liegt nur wenig tiefer als die Querachse ihrer drehbaren Befestigung am Fahrwerk. Bei dieser Aufhängung pendelt die Kabine schnell und mit grossen Winkelausschlägen, was den Passagieren nicht zumutbar ist. Deshalb wird dieses Längspendeln durch technische Massnahmen unterdrückt. Die Kabine ist über hydraulische Zylinder mit dem Fahrwerk verbunden. Diese als Stellglieder in einem Regelkreis wirkenden Zylinder drehen die Kabine gegenüber dem Fahrwerk um die Querachse, so dass ihre Böden an jedem Ort der Fahrspur nahezu horizontal bleiben. Die Passagiere sind somit bei Stützenüberfahrten keinen schnellen und grossen Pendel-Winkelausschlägen ausgesetzt, sondern lediglich etwas höheren horizontalen Beschleunigungen. Bei den vertikalen Beschleunigungen besteht gegenüber konventionellen Seilbahnkabinen kein Unterschied.
Die Cabrio-Bahn hat folgende technische Daten:
- Schräge Länge: 2'319,13 m
- Höhen Talstation und Bergstation (Perron): 710,95 m ü. M. und 1849,45 m ü. M.
- Höhenunterschied: 1'138,5 m
- durchschnittliche Fahrbahnneigung: 56,38 %
- Höchste Fahrbahnneigung: 72,94 %
- Stützen: vier Stück
- 2 Fahrbahnen mit je 5 m Spurweite
- Tragseildurchmesser: 66 mm
- Zugseildurchmesser Ober-/Unterseil: 30 mm / 26 mm (endlos gespleisst)
- Fahrgeschwindigkeit: 8 m/s
- Fahrzeit: 6 Min. 15 Sek.
- Förderleistung: 465 Personen pro Stunde und Richtung

Die Anlage wird in der Winterzeit (Dezember–März, Stand 2023) nicht betrieben.
| Fahrplanfeld: | 2550 (früher 1550)  |                                       |                                       |
| Spurweite: | 1000 mm (Meterspur) |                                       |                                       |
| |                     |                                       |                                       |
| \| \| \| Stansstad–Stans (1893–1903) \| \| \| \| \| Stans Stansstad–Engelberg (seit 1898) \| \| \| \| 0 \| Stans (Stanserhornbahn) \| 450 m \| \| \| \| \| \| \| \| \| Ausweichstelle, Sektion 1 \| \| \| \| \| \| \| \| \| 1,550 \| Kälti \| 710 m \| \| \| \| \| \| \| \| \| Ausweichstelle, Sektion 2 (bis 1975) \| \| \| \| \| \| \| \| \| \| Bluematt \| 1220 m \| \| \| \| Tunnel (170 m) \| \| \| \| \| Ausweichstelle, Sektion 3 (bis 1975) \| \| \| \| \| \| \| \| \| 3,913 \| Stanserhorn Kulm \| 1850 m \| \| \| \| Stanserhorn \| 1897 m \| |                     |                                       |                                       |
| Bahnhof quer (Strecke außer Betrieb) |                     | Stansstad–Stans (1893–1903)           | Stansstad–Stans (1893–1903)           |
| Bahnhof quer |                     | Stans Stansstad–Engelberg (seit 1898) | Stans Stansstad–Engelberg (seit 1898) |
| Kopfbahnhof Streckenanfang | 0                   | Stans (Stanserhornbahn)               | 450 m                                 |
| Strecke |                     |                                       |                                       |
| |                     | Ausweichstelle, Sektion 1             |                                       |
| Strecke |                     |                                       |                                       |
| | 1,550               | Kälti                                 | 710 m                                 |
| Strecke (außer Betrieb) |                     |                                       |                                       |
| |                     | Ausweichstelle, Sektion 2 (bis 1975)  |                                       |
| Strecke (außer Betrieb) |                     |                                       |                                       |
| |                     | Bluematt                              | 1220 m                                |
| Tunnel (Strecke außer Betrieb) |                     | Tunnel (170 m)                        | Tunnel (170 m)                        |
| |                     | Ausweichstelle, Sektion 3 (bis 1975)  |                                       |
| Brücke (Strecke außer Betrieb) |                     |                                       |                                       |
| Kopfbahnhof Streckenende (Strecke außer Betrieb) | 3,913               | Stanserhorn Kulm                      | 1850 m                                |
| |                     | Stanserhorn                           | 1897 m                                |